# Jubula hattorii
Jubula hattorii là một loài Rêu trong họ Jubulaceae. Loài này được Udar & V. Nath mô tả khoa học đầu tiên năm 1978.